# 七泉湖站
七泉湖站位于新疆维吾尔自治区吐鲁番市七泉湖镇，是兰新铁路的一座火车站，等级为四等站，距兰州站1696公里，距乌鲁木齐站196公里，本站及相邻上下行区间均为未电气化区段。本站办理客货运业务。邮政编码为838014。